# 阿賀のかけはし
阿賀のかけはし（あがのかけはし）は、新潟県新潟市の阿賀野川に架かる日本海東北自動車道の道路橋梁。西詰側は江南区江口、東詰側は北区森下に位置する。

## 概要
橋長951 mを有する12径間プレキャストコンクリート連続箱桁橋で、中央分離帯付4車線を有する。前後の高架橋を含めると全長は1600mとなり、道路標識上の橋長も「1600m」と案内されている。
2001年（平成13年）に橋梁部が完工し、2002年（平成14年）3月末に全面竣工。同年5月26日、同自動車道の新潟空港IC - 聖籠新発田IC間の開通と同時に供用を開始した。東詰側約1kmの位置には豊栄サービスエリアが設けられている。
橋梁中間部にある阿賀野川の中州は野鳥が多く生息しているのに加え、国内でも有数のサギの集団営巣地となっており、しばしば鳥類が飛来することから橋梁前後には「鳥注意」の警戒標識が設置されている。
当橋梁の下流側には白新線の阿賀野川橋梁と新潟県道3号新潟新発田村上線の泰平橋が、上流側には新潟県道46号新潟中央環状線の大阿賀橋がそれぞれ架橋されている。

## 歴史
日本海東北自動車道の新潟空港IC 以北の区間の施工にあたって大きなネックの1つとされたのが、予定区間内の阿賀野川の中州であった。この中州は国内有数のサギの集団営巣地となっており、生態系への影響を軽減する必要性が生じたのである。
このため施主の日本道路公団北陸支社新潟工事事務所（当時）と施工事業体の鹿島建設、川田建設、飛島建設から成る共同事業体は「道路と自然生態系の共生」を目指し、地域の野鳥専門家を交えた委員会を開催して環境対策を図る方針を取り、中州への影響が少ない橋梁構造を採用した上で、中州表土の保護や仮設物の塗装方法の工夫、騒音や振動の少ない機械・機器の使用など、工事中の保全対策を万全に行った上で工事を進めた。また営巣地周辺にデコイを設置して営巣を誘導する工夫も図られた。これは高速道路の施工工事としては初のケースであった。
こうした対策が奏功して、架橋前後と比較してサギの営巣数の維持が図られたばかりか、デコイを設置した箇所でも新たな営巣が行われるなど「自然生態系に配慮した道路建設」の好例として注目を集め、この架橋事業は2002年、平成14年度21世紀の「人と建設技術」賞を受賞した。